# Yvette Nicole Brown
Yvette Nicole Brown (East Cleveland, 12 agosto 1971) è un'attrice e doppiatrice statunitense.
È nota soprattutto per la sua interpretazione di Shirley Bennett nella serie televisiva Community, oltre che per aver recitato nella sitcom Drake & Josh e lavorato come doppiatrice per Pound Puppies.

## Biografia
Brown ha frequentato due corsi di recitazione, uno all'Università di Akron, dove si è laureata, e un altro a Hollywood.
Nel 1992 ha partecipato al video musicale 1-4-All-4-1 dell'East Coast Family, un progetto di Michael Bivins, per Biv10 Records. Riguardo a questa esperienza, Brown ha affermato: «È stato un bel percorso, ma credo che la musica non abbia mai fatto per me».
Inizialmente Brown è apparsa in pubblicità, prima di iniziare a recitare in film e serie televisive qualche anno dopo. Da allora ha recitato in serie come The War at Home, Malcolm e Raven. Ha anche avuto un ruolo ricorrente nella sitcom Drake & Josh in onda su Nickelodeon, che ha poi ripreso in un episodio della seconda stagione di Victorious. Inoltre ha doppiato il personaggio di Cookie nella serie animata Pound Puppies trasmessa da The Hub.
Dal 2009 Brown recita nella serie televisiva Community trasmessa da NBC, nel ruolo di Shirley Bennett che l'ha resa nota al grande pubblico.

## Filmografia

### Attrice

#### Cinema
- His Woman, His Wife, regia di David E. Talbert – direct-to-video (2000)
- 180 Miles Away, regia di Ray Kimsey – cortometraggio (2003)
- Tutte le ex del mio ragazzo (Little Black Book), regia di Nick Hurran (2004)
- The Island, regia di Michael Bay (2005)
- The Kid & I, regia di Penelope Spheeris (2005)
- Dreamgirls, regia di Bill Condon (2006)
- Un amore da vicino (The Neighbor), regia di Eddie O'Flaherty (2007)
- Piacere Dave (Meet Dave), regia di Brian Robbins (2008)
- Tropic Thunder, regia di Ben Stiller (2008)
- N.C.B.S, regia di Avery Waddell – cortometraggio (2009)
- Hotel Bau (Hotel for Dogs), regia di Thor Freudenthal (2009)
- (500) giorni insieme ((500) Days of Summer), regia di Marc Webb (2009)
- La dura verità (The Ugly Truth), regia di Robert Luketic (2009)
- Repo Men, regia di Miguel Sapochnik (2010)
- Percy Jackson e gli dei dell'Olimpo - Il mare dei mostri (Percy Jackson: Sea of Monsters), regia di Thor Freudenthal (2013)
- Avengers: Endgame, regia di Anthony e Joe Russo (2019)
- Lilli e il vagabondo (Lady and the Tramp), regia di Charlie Bean (2019)
- Muppets Haunted Mansion - La casa stregata, regia di Kirk R. Thatcher (2021)
- Come per disincanto - E vissero infelici e scontenti (Disenchanted), regia di Adam Shankman (2022)

#### Televisione
- For the People – serie TV, episodio 1x03 (2002)
- Do Over – serie TV, episodio 1x03 (2002)
- Girlfriends – serie TV, episodi 3x22-3x24 (2003)
- Curb Your Enthusiasm – serie TV, episodio 4x10 (2004)
- The Big House – serie TV, 6 episodi (2004)
- Due uomini e mezzo (Two and a Half Men) – serie TV, episodio 1x23 (2004)
- Settimo cielo (7th Heaven) – serie TV, episodio 9x10 (2004)
- Drake & Josh – serie TV, 15 episodi (2004-2007)
- Fat Actress – serie TV, episodio 1x01 (2005)
- Raven (That's So Raven) – serie TV, episodio 3x23 (2005)
- That '70s Show – serie TV, episodio 8x03 (2005)
- Hot Properties – serie TV, episodio 1x06 (2005)
- Malcolm (Malcolm in the Middle) – serie TV, episodio 7x11 (2006)
- Dr. House - Medical Division (House M.D.) – serie TV, episodio 2x14 (2006)
- The War at Home – serie TV, episodio 1x20 (2006)
- Half & Half – serie TV, episodi 4x18-4x21 (2006)
- Pepper Dennis – serie TV, episodio 1x11 (2006)
- Sleeper Cell – serie TV, episodi 2x07-2x06 (2006)
- The Office – serie TV, episodio 3x13 (2007)
- The Loop – serie TV, episodio 2x03 (2007)
- American Body Shop – serie TV, episodio 1x01 (2007)
- Entourage – serie TV, episodio 4x08 (2007)
- Boston Legal – serie TV, episodi 4x01-4x10 (2007)
- Untitled Victoria Pile Project – film TV (2008)
- Til Death - Per tutta la vita (Til Death) – serie TV, episodio 2x11 (2008)
- Privileged – serie TV, episodio 1x07 (2008)
- Merry Christmas, Drake & Josh, regia di Michael Grossman – film TV (2008)
- Kath & Kim – serie TV, episodio 1x14 (2009)
- True Jackson, VP – serie TV, episodio 1x11 (2009)
- Le regole dell'amore (Rules of Engagement) – serie TV, episodio 3x02 (2009)
- Roommates – serie TV, episodio 1x02 (2009)
- iCarly – serie TV, episodio 2x18 (2009)
- Sherri – serie TV, episodio 1x05 (2009)
- Community – serie TV, 99 episodi (2009-2015)
- Bandwagon: The Series – serie TV, 4 episodi (2011)
- Victorious – serie TV, episodio 2x07 (2011)
- Chuck – serie TV, episodio 5x05 (2011)
- Mom – serie TV, 7 episodi (2017)
- The Soul Man – serie TV, episodio 1x04 (2012)
- Psych – serie TV, episodio 8x08 (2014)
- The Mayor – serie TV, 13 episodi (2017-2018)
- La grande bugia (dal 2020)
- Cambio di direzione (Big Shot) - serie TV (2021-in corso)

### Doppiatrice
- Pound Puppies – serie TV, 64 episodi (2010-2013)
- I Griffin (Family Guy) – serie TV, 6 episodi (2011-2014, 2021)
- DC Super Hero Girls - serie web, 112 episodi (2015)
- Marco e Star contro le forze del male (Star vs. the Forces of Evil) – serie TV, episodio 2x04 (2016)
- Elena di Avalor (Elena of Avalor) - serie TV, 77 episodi (2016)
- A casa dei Loud (The Loud House) - serie TV, episodi 3x24b, 4x11b, 4x19a, 5x11b, 5x12a, 5x19a, 6x04, 6x23b (2019)
- Crossing Swords – serie animata, 8 episodi (2020-in corso)
- DC League of Super-Pets, regia di Jared Stern (2022)

## Doppiatrici italiane
Nelle versioni in italiano delle opere in cui ha recitato, Yvette Nicole Brown è stata doppiata da:
- Laura Romano in Elena di Avalor, Psych, Lilli e il vagabondo
- Antonella Alessandro in Dr. House - Medical Division, Unsolved
- Loredana Nicosia in Drake & Josh, Victorious
- Stella Gasparri in Avengers: Endgame, Come per disincanto- E vissero infelici e scontenti
- Elisabetta Cesone in Community
- Monica Ward in Chuck
- Guendalina Ward in Once Upon a Time - C'era una volta
- Cristina Boraschi in Rizzoli & Isles
- Stefania Romagnoli in Percy Jackson e gli dei dell'Olimpo - Il mare dei mostri

Da doppiatrice è sostituita da:
- Dania Cericola in Pound Puppies
- Milvia Bonacini in Bojack Horseman
- Tiziana Martello in A casa dei Loud
- Tatiana Dessi in Firebuds
- Laura Romano ne La meravigliosa Bakery di Alice